# Dantek Library Solutions
Dantek blev grundlagt i 1986-87 som i/s af to skolebibliotekarer Erik Bjerregaard Christensen og Ole Sloth Carlsen, som begge på det tidspunkt havde deres virke som bl.a skolebibliotekarer ved Silkeborg Kommunale Skolevæsen og konsulenter ved datidens Århus Amtscentral.
Dantek A/S Library Solutions  før 01.12.2011 benævnt "Dantek Biblioteksløsninger" og "Dantek Informationssystemer" var en dansk virksomhed, der udviklede, leverede og driftede bibliotekssystemer til  biblioteker, skoler og undervisningsinstitutioner. 
Dantek A/S var før 2014 100% ejet af Dantek Holding A/S og  havde hovedsæde i Aarhus. De første snes år i virksomhedens liv var den placeret i Silkeborg. Dantek koncernen havde desuden datterselskaber i Sverige, Tyskland og Polen; Udviklingsvirksomhed varetoges blandt andet i selskabet Dantek Sp.z o.o. i Poznan, Polen.
Den daglige ledelse i Dantek A/S i perioden 1989-2014: Administrerende direktør Erik Bjerregaard Christensen, direktør Ole Sloth Carlsen.
Dantek Holding A/S blev 1/7-2014 solgt til Systematic A/S, Aarhus. Afdelingen i Systematic, der overtog Danteks aktiviteter hedder Systematic Library & Learning.
Dantek A/S blev stiftet i 1989. Dantek var oprindeligt etableret som I/S, Dantek blev først i Skandinavien (first mover) med det stregkodebaserede DOS-udlånssystem til skolebiblioteker BiblioMatik allerede i 1987, og i 1991-92 præsenterede virksomheden det grafiske (Windows) søgesystem til skolebiblioteker DanKatalog. Samtidigt udvikledes første udgave af DanBooking til brug for skolernes materialebooking i kommunale Pædagogiske Samlinger. En selvstændig produktionlinje udviklede bibliotekssystemet Cicero dedikeret folkebiblioteker. I 2001 udkom Dantek Library, et generelt biblioteksværktøj, som kunne tilpasses både folke-og skolebiblioteker. Siden 2006 var Dantek leverandør af Dantek Booking, som blev leveret til samtlige centre for undervisningsmidler (CfU) i Danmark, Grønland, Færøerne og Sydslesvig. Systemets web benyttedes af stort set samtlige  undervisere i grundskoler og på ungdomsuddannelserne.
2012 var Dantek leverandør af Dantek BiblioMatik biblioteksløsningen til godt halvdelen af landets skolebiblioteker foruden biblioteker på ungdoms- og voksenuddannelser. Dantek BiblioMatik leveredes både til den danske biblioteksstandard danMARC 2 og i en MARC 21 version til svenske, norske, tyske og engelsksprogede uddannelsesbiblioteker. Systemet kom langt omkring og var i funktion i bl.a. danske og svenske skoler i både Japan og Kina, og i engelsksproget udgave i bl.a Emiraterne.
Siden 2010-11 blev fremtidens Dantek Library Next Generation sat i støbeformen. Dette helt nye system blev tilbudt Kombit ved det landsdækkende Bibudbud 2013, som Dantek vandt. Det blev Systematic Library & Learning som kom til at gennemføre udvikling og udrulning. Systematic fastholdt det "gamle" Dantek produktnavn Cicero.

## Eksterne kilder og henvisninger
- Dantek A/S Library Solutions Arkiveret 22. april 2015 hos  Wayback Machine